# Barcheta
Barcheta (oficialmente y en valenciano Barxeta) es un municipio de la Comunidad Valenciana, España. Perteneciente a la provincia de Valencia, en la comarca de La Costera. Cuenta con una población de 1586 habitantes (INE 2024).

## Geografía
Se encuentra ubicado en el extremo oriental de la comarca, sobre la ruta natural que comunica la ciudad de Játiva con la Valldigna y la mar.
El valle de Barcheta está constituido por una hondonada de montículos y lomas, que se abren desde el oeste a la huerta de Játiva. La delimitan, por el norte, la serreta de Manuel (la Barxella, 300 m; la Penya Roja, 344 m); por el este, el macizo montañoso de Mondúver y el pla de Corrals, y por el sur, la sierra de Requena, prolongación de la Serra Grossa (el alto del Coto de Requena, 433 m; el alto de la Mallaeta, 458 m). Drena y recorre el valle, de levante a poniente, el riachuelo de Barcheta. Hay diversidad de flora y fauna mediterránea, aunque principalmente el tipo de vegetación que encontramos es monte maderable y monte bajo, siendo las especies más abundantes el pino blanco.
Desde Valencia, se accede a esta localidad a través de la A-7 para enlazar con la N-340 y finalizar en la CV-600.

### Localidades limítrofes
El término municipal de Barcheta limita con las siguientes localidades:
Benigánim, Cuatretonda, Énova, Genovés, Játiva, Lugar Nuevo de Fenollet, Rafelguaraf y Simat de Valldigna, todas ellas de la provincia de Valencia.

## Historia
Durante la Edad del Bronce y la época ibérica, fueron ocupados por pequeños poblados de ganaderos algunos de los montes del término actual de Barcheta. La mayoría de las lápidas y esculturas del Ager Saetabensis fueron labradas en mármol de la partida de Buscarró. Los restos del pasado que se conservan se reducen a un poblado íbero en Casa Perot, en el que se encontraron cerámicas y joyas, y un monumento funerario romano en el Barranc del LLop.
El nombre de la localidad es indicativo de su origen islámico ya que fue una alquería musumalna dentro del término de Játiva, conquistada por Jaime I y dada a Pere Zapata, caballero valenciano. En 1488 era propiedad de los señores de Tallada, de ascendencia italiana. En 1574 consiguió la independencia de Játiva.
En el siglo XVI, a raíz de la forzosa conversión de los musulmanes en moriscos la mezquita fue convertida en iglesia (1535). Pocas décadas después, el 1609, las 46 familias moriscas del pueblo fueron expulsadas.
La localidad fue repoblada entonces por 15 colonos cristianos viejos procedentes de los pueblos comarcales y del reino vecino de Mallorca. 
El 19 de marzo de 1644, fue elevada a la categoría de baronía en la persona de Francisco Martínez de Marcilla y Díez de Escorón, que entonces era el señor del pueblo, a quien le dio toda la jurisdicción hasta 1647.
En el siglo XVIII diversos burgueses movilizaron grandes transformaciones agrícolas. La más relevante fue la promovida por el marqués de Valderas, que mandó construir una enorme balsa y, mediante un sistema de acequias y un acueducto de seis arcos, consiguió regar una zona de campos, hasta ese momento, yermos.
Durante el siglo XIX, prosperaron aquí las viñas y otros cultivos de secano, en un término donde la propiedad estaba muy mal repartida. Comenzaron a perforarse, así mismo, pozos a motor, que favorecerían la expansión del naranjo sobre los antiguos secanos, fenómeno que se ha prolongado hasta nuestros días.

## Demografía
Barcheta cuenta con una población de 1586 habitantes (INE 2024).
| Gráfica de evolución demográfica de Barcheta entre 1842 y 2021                                                      |
| |
| Población de derecho según los censos de población del INE Población de hecho según los censos de población del INE |

## Economía
Es un municipio fundamentalmente agrícola. A este sector se dedica la mayor parte de la población. La superficie cultivada es de 877 hectáreas, de las cuales: 804 hectáreas son frutales, 53 hectáreas olivares, 12 hectáreas de herbáceos, 2 hectáreas de viña y otras 6 hectáreas con otros cultivos. Existen tres almacenes hortofrutícolas.
En la ganadería señalar la existencia de granjas destinadas a la cría y engorde de aves y cerdos.
Destacan también en Barcheta la existencia de canteras de extracción de mármol y granito y de áridos.

## Administración y política
Barcheta es conocido en la comarca de La Costera como "la pequeña Rusia" debido a su predominancia de izquierdas y el mandato de Izquierda Unida y el Partido Comunista Español en diferentes etapas. Esta denominación se contrapone con "el pequeño Vaticano" del pueblo colindante: Genovés.
| Periodo   | Nombre                        | Partido                     |
| --------- | ----------------------------- | --------------------------- |
| 1979-1983 | José Lorente Calabuig         | PCE                         |
| 1983-1987 | José Lorente Calabuig         | PCE                         |
| 1987-1991 | Vicente Reig Maronda          | Centro Democrático y Social |
| 1991-1995 | Vicent Antoni Giner i Segarra |                             |
| 1995-1999 | Vicent Antoni Giner i Segarra |                             |
| 1999-2003 | Vicent Antoni Giner i Segarra |                             |
| 2003-2007 | Vicent Antoni Giner i Segarra |                             |
| 2007-2011 | Vicent Antoni Giner i Segarra | Verds-IR                    |
| 2011-2015 | Vicente Huet Ballester        | PP                          |
| 2015-2019 | Vicent Mahiques Margarit      | EUPV                        |
| 2019-2023 | Vicent Mahiques Margarit      | EUPV                        |

## Cultura
- Fiestas Patronales: Tienen lugar la última semana de julio. mezclan el carácter religioso con el lúdico. Entre sus actos destacan las vaquillas, la pirotecnia, el festival de bandas de música "Memorial Alcalde Josep Lorente", la fiesta de Moros y Cristianos, los numerosos actos deportivos y culturales.

## Personas notables
- Joaquín García Roca Sociólogo y Teólogo. Reconocido en el campo de la solidaridad, el voluntariado, el tercer sector, los movimientos sociales, la inmigración y la cooperación internacional al desarrollo;